# Боронина, Екатерина Алексеевна
Екатерина Алексеевна Боронина (1907—1955) — советская писательница, член Ленинградского отделения Союза писателей СССР.

## Биография
Родилась в 1907 году в Санкт-Петербурге в семье кондуктора инженерных войск.
В 1924 году окончила 190-ю Единую трудовую школу и поступила на Высшие государственные курсы искусствоведения при Государственном институте истории искусств — обучалась на словесном отделении. В 1923—1924 годах была членом подпольного студенческого анархического кружка Ю. Я. Криницкого. В 1926 году постановлением Коллегии ОГПУ за участие в «контрреволюционном анархо-синдикалистском кружке» была выслана в Ташкент сроком на 3 года, дала там подписку ГПУ, согласно которой обязывалась никогда не участвовать ни в какой контрреволюционной организации, и выступила в местной газете с покаянным письмом. Об её освобождении хлопотала Лидия Корнеевна Чуковская, и в начале 1928 года Боронина вернулась в Ленинград.
Состояла сотрудником газеты «Читатель и писатель», в 1928—1929 годах создала первые очерки для детей, которые печатались в журналах «Чиж», «Ёж», «Костёр». Членом Союза советских писателей стала в 1934 году. До этого состояла членом Литературного объединения писателей Красной Армии и Флота (ЛОКАФ). В период Великой Отечественной войны также работала в области книг для детей. Находилась в Ленинграде всю блокаду, проживала на Барочной улице в доме № 4. Участвовала в работе Ленинградского отделения союза писателей — была членом бюро детской секции, членом Совета литфонда.
Была арестована 30 октября 1950 года Управлением МГБ по Ленинградской области и обвинялась по ст. 58-10 УК РСФСР (антисоветская агитация и пропаганда). Постановлением Особого Совещания при МГБ СССР от 17 февраля 1951 года была приговорена содержанию в ИТЛ сроком на 10 лет и находилась в лагере станции Потьма, Мордовская АССР. В лагере она почти совсем ослепла. 1 ноября 1954 постановлением Центральной Комиссии по пересмотру дел на лиц, осужденных за контрреволюционные преступления, постановление Особого Совещания было прекращено за отсутствием в её действиях состава преступления.
Умерла 29 мая 1955 года в Ленинграде.

## Семья
Была замужем за писателем Сергеем Исааковичем Хмельницким.